# Dol pri Trebnjem
Dol pri Trebnjem – wieś w Słowenii, w gminie Trebnje. W 2018 roku liczyła 77 mieszkańców.